# Игнатченко, Георгий Игоревич
Георгий Игоревич Игнатченко (8 августа 1947, Днепропетровск — 27 апреля 2024, Харьков) — украинский музыковед, кандидат искусствоведения(1984), Заслуженный деятель искусств Украины (1996), член Союза композиторов, ректор Харьковского института искусств в 1991—2003 годах.
Умер 27 апреля 2024 года в возрасте 76 лет.

## Специализация деятельности
Специализировался в областях гармонии, теории фактуры. Им  была предложена эксклюзивная систематизирующая теория фактуры как фактора динамики в музыке. Исследовал творческое наследие украинских композиторов и исполнителей;  автор методических пособий, статей, рекомендаций по музыкальному диктанту, анализу, вопросам преподавания курсов сольфеджио, гармонии. В сферу его научных интересов входили также процессы композиторского творчества, проблемы психологии музыкального восприятия, сознания, мышления.

## Ученики
В классе Г. И. Игнатченко в разные годы обучалось около 50 выпускников, среди них кандидаты искусствоведения — В. О. Сирятский, И. В. Цурканенко, В. А. Омельченко, Н.А. В. Крошина, М. Ю. Борисенко, О. В. Воропаева, Э.В. Б. Куприяненко, О. В. Жерздев, О. С. Дубка и другие.